# Hrosshveli
Le hrosshveli ou hrosshvalur est un animal imaginaire issu du folklore islandais.
Il y est décrit comme une baleine-cheval qui sévirait dans les mers d'Islande. Selon les nombreuses légendes dont il est le sujet, ce monstre marin frapperai la surface de l'eau avec sa queue de cheval et provoquerai des vagues gigantesques pour faire sombrer les navires. Il a longtemps été redouté par un grand nombre de marins et de pêcheurs islandais.

## Symbolique
Selon Yvonne Aburrow, au vu du contexte social, technologique et culturel dans lequel la mythologie littorale islandaise a été formée, le hrosshveli et les créatures marines dans son genre représentaient l'Océan, perçu comme hostile, magique et imprévisible par les pêcheurs de l'époque, qui ne disposaient que d'instruments de navigation rudimentaires, et dont certains ne savaient même pas nager.

## Des exemples de hrosshveli
- Dans le tome premier d'Islenzkar pjodsogur og avintyri, un recueil de légendes édité au XIXe siècle par Jon Arnason, on peut trouver une légende concernant un homme de la paroisse de Hvalsnes, dans le Sud de l'île, qui fut changé en hrosshveli et appelé Faxi. L'histoire raconte qu'il s'installa dans une baie ou il resta si longtemps la terreur des pêcheurs qu'on finit par la nommer Faxafloi.